# 自動列車保安装置
自動列車保安装置（じどうれっしゃほあんそうち）は、鉄道において、人間がミスをしても列車を安全に運行できるようにするための装置（保安装置）である。

## 概要
鉄道では、安全に運行するために閉塞や信号機といった概念・装置を開発し、導入してきた。しかしながら、運転士が信号機の指示を無視し、または見落として列車を運転する（信号冒進と呼ぶ）と、事故に繋がってしまう。このため信号機の指示を確実に守らせる装置が必要となる。このために開発されたのが自動列車保安装置である。日本では自動列車停止装置 (Automatic Train Stop) を略したATSという言葉の方が知られているが、ATS以外の保安装置も多数存在する。
自動列車保安装置を導入すると、信号の無視に起因する事故の多くを防ぐことができるようになる。ただし自動列車保安装置の仕様によっては、導入しても完全に事故を防ぐことができない場合がある。また、列車同士の衝突以外の事故、たとえば脱線や踏切での障害物との衝突などは、自動列車保安装置では防ぐことはできない。
自動列車保安装置は各国、各鉄道会社によって様々なものがあり、その実現方式、機能も異なっている。詳細については、各保安装置の個別ページを参照。

## 開発

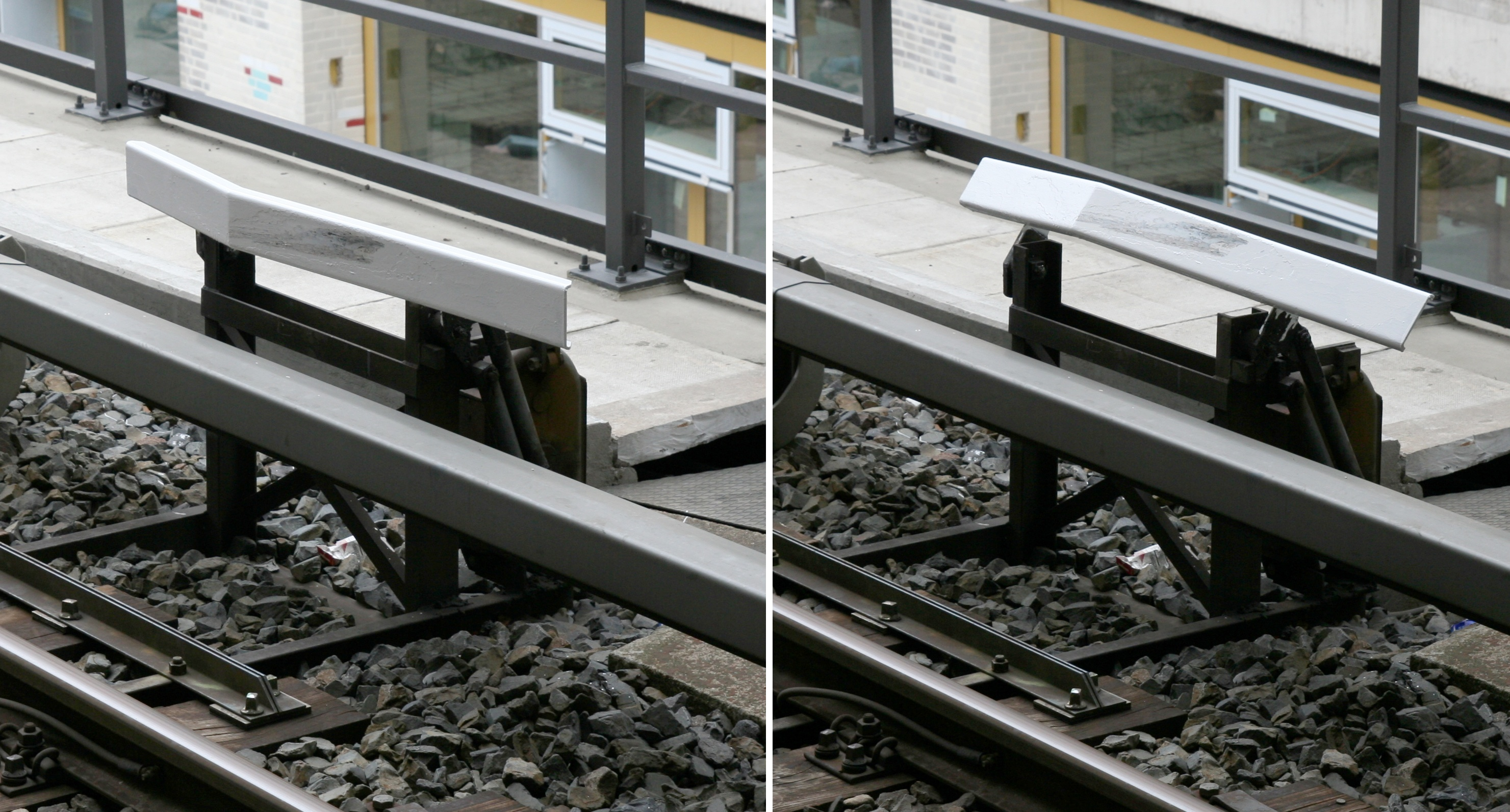
ベルリンSバーンでの打子式ATSの動作、左: 停止、右: 進行

### 打子式ATS
最も初期に用いられた自動列車保安装置は、打子式ATSと呼ばれるものであった。英語圏ではTrain Stopと称される。現在でもニューヨーク市地下鉄、トロント市地下鉄、ロンドン地下鉄、ベルリンSバーン等で用いられている。日本でもかつて使用されていたが、鉄道事業法に基づく普通鉄道では2004年の名古屋市交通局東山線を最後に用いられなくなった。信号機の脇に可動式のクランプ（打子）を設置して、信号が停止現示の時には打子が通過する列車の空気ブレーキのバルブを開いて非常ブレーキを動作させる。信号が進行現示の時は、打子は脇に倒れて列車の進行を妨害しないようになっている。

### 電磁式システム

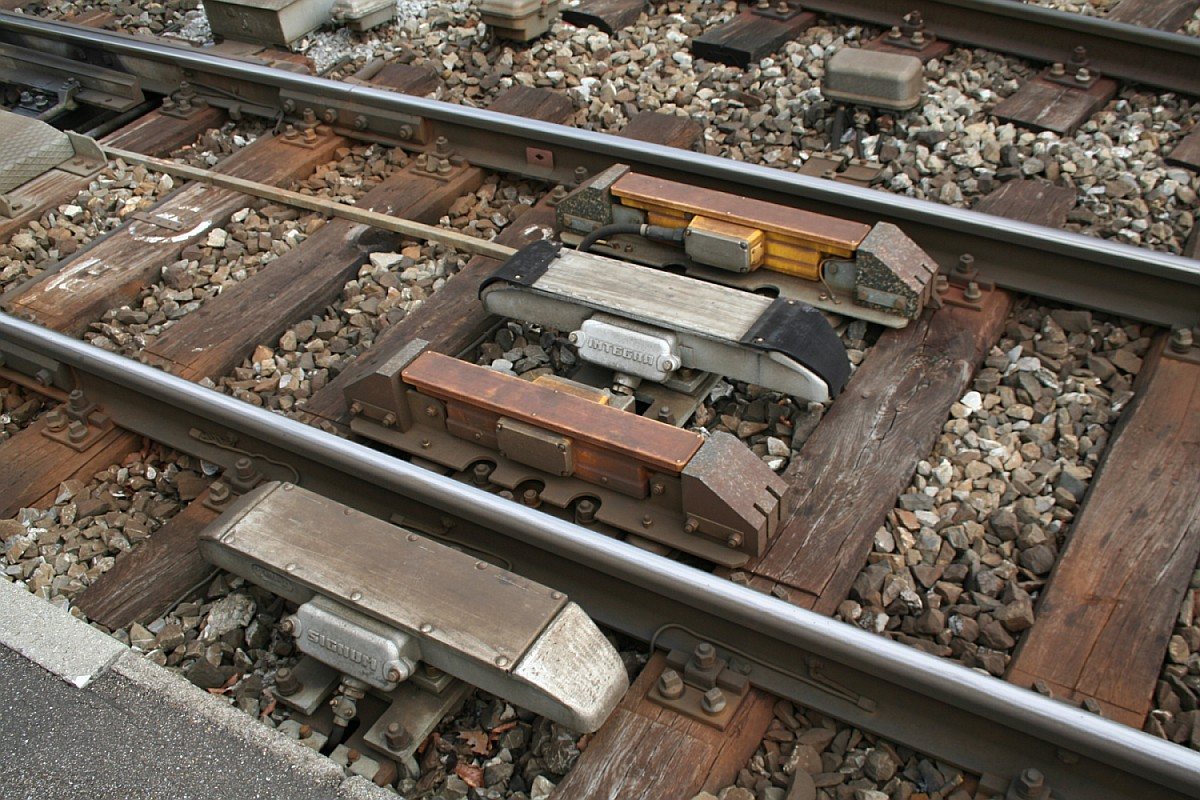
軌道側に地上子を設置して簡単なデータ通信を行う例。外側と、軌道内の中央がIntegra-Signum用で、他の2つ（黄色のもの）はZUB用

電磁式システムでは、データは軌道に設置された地上子と車両に搭載された車上子の間で電磁的に通信される。
Integra-Signumシステムでは、停止現示の信号を無視して通過しようとする列車に対して決まった地点で非常ブレーキを動作させ、モーターを停止させる。さらに、CAWSシステムのように、停止または注意現示の中継信号機を通過する時に運転士に確認動作を要求するものもあり、確認操作を行わなかった時には列車を非常停止させる。他の列車に続行して運転している時には、このシステムで十分なブレーキ距離を取ることができるが、駅構内で進路が交差する時には、停止信号の位置から交差支障の地点までの距離が短すぎてブレーキを掛けても完全に停止させることができないために、事故を防ぐことができない場合がある。
PZBやZUBのようなより進歩したシステムでは、ブレーキパターンを計算して停止信号の手前で停車できるかどうかを常にチェックして、パターンを超えそうになった時にブレーキを掛けるようになっている。このようなシステムでは、列車重量とブレーキの種類を車載コンピュータに入力する必要がある。このシステムの欠点は、信号の現示が進行に変わっても、車載コンピュータの情報が次の地上子を通過するまで更新されないため、すぐには再加速できないことである。この欠点を克服するために、信号機の間に追加の地上子を設置できるようにしたり、地上から車上への情報伝送を連続的に行えるようにしたり（例: LZB）するシステムもある。

### 車内信号方式
最新のシステムでは車内信号方式を用いている。車内信号方式では、他の列車との相対的な距離の情報を常に受け取っている。運転士は、路側信号を見るのではなく、コンピュータの指示する許容速度を見て運転する。こうしたシステムはフランス、ドイツ、日本などで用いられている。高速鉄道では運転士が車外の信号を確認することが困難で、信号機の間隔がブレーキを掛けるためには短すぎるため、必須のものとなっている。
こうしたシステムでは、単なる自動列車保安装置としての枠を超えて、事故を防止するだけではなく積極的に運転士の支援を行うようになっている。ほとんど自動的に列車を運転するところまで進歩しているシステムも存在する。

## 将来
ヨーロッパでは、多くの互換性のない自動列車保安装置が用いられているために、信号システムの境界駅で機関車を交換したり、1つの機関車に多くの車上装置を搭載したりしなければならないという問題を抱えている。この問題を解決するために、ETCS (European Train Control System) と呼ばれる単一の共通自動列車保安装置を導入する試みが進展している。

## 種類

### 国際標準
- ETCS（ヨーロッパ）

### 各国固有のシステム
- システム別の一覧
  - ASFA（スペイン）
  - ATB（オランダ）
  - ATC（スウェーデン・ノルウェー・日本）
  - ATP（アイルランド、イギリス、香港、アメリカ合衆国など）
  - ATS（日本など）
  - AWS（イギリス）
  - CAWS（アイルランド）
  - CONVEL（ポルトガル）
  - Crocodile/Memor（ベルギー、フランス）
  - EVM 120（ハンガリー）
  - Induktive Sicherung Indusi（またはIndusi）、Punktförmige Zugbeeinflussung PZB（ドイツ、オーストリア、ルーマニア）
  - Integra-Signum（スイス）
  - Contrôle de Vitesse par Balises KVB（フランス）
  - Linienzugbeeinflussung LZB（ドイツ、スペイン）
  - LS90（チェコ）
  - Mirel（東ヨーロッパ）
  - SHP（ポーランド）
  - RS4 Codici、SCMT（イタリア）
  - TPWS（イギリス）
  - Transmission Beacon-Locomotive TBL（ベルギー）
  - TVM（フランス）
  - Zugbeeinflussung ZUB（スイス、スペイン、デンマーク）
- 国別の一覧
  - オーストリア (Indusi/PZB、LZB)
  - ベラルーシ (ALSN)
  - ベルギー (Le Crocodile、TBL、TVM)
  - ブルガリア (Ebicab 700)
  - チェコ (LS)
  - デンマーク (ZUB 123)
  - エストニア (ALSN)
  - フィンランド (ATP-VR/RHK)
  - フランス (Le Crocodile、KVB、TVM)
  - ドイツ (Indusi/PZB、LZB)
  - ハンガリー (EVM)
  - アイルランド (CAWS、ATP)
  - イタリア (RSDD/SCMT、BACC)
  - 日本 (ATS、ATC)
  - ラトビア (ALSN)
  - リトアニア (ALSN)
  - ルクセンブルク (Le Crocodile、MEMOR II+)
  - オランダ (ATB)
  - ノルウェー (Ebicab 700)
  - ポーランド (SHP)
  - ポルトガル（Ebicab 700、ポルトガルの鉄道ではCONVELと呼称）
  - ルーマニア (Indusi/PZB)
  - ロシア (ALSN)
  - スロバキア (LS)
  - スペイン (ASFA、LZB、Ebicab 900、SELCAB)
  - スウェーデン (Ebicab 700)
  - スイス (ZUB 121、Intera-Signum、ETCS)
  - イギリス (ATP、TPWS、AWS)
  - イギリスCTRL (TVM)
  - アメリカ合衆国 (ATP)